# Gres Catalan
Gres Catalan fou una empresa catalana de materials de construcció, una de les principals del sector des de 1960 fins a l'any 2000, i que finalitzà la seva activitat l'any 2013.

## Història
L'empresa fou fundada l'any 1911 com a Ceràmiques Sugrañes per Vicenç Sugrañes i Solé, natural d'Òdena, en un terreny tocant al poble de Calaf, tot i que ubicat realment a Dusfort, dins el terme municipal de Calonge de Segarra, a la comarca de l'Anoia.
L'any 1921 s'amplià el negoci i el 1926, a la mort del fundador, passà a ser dirigit pel seu fill Isidre Sugrañes. L'any 1942 s'inaugurà una nova bòbila amb capacitat per a la producció de 30 tones diàries de material. L'any 1955 morí Isidre Sugrañes que fou succeït pels seus tres fills, que construïren una nova bòbila de tres pisos.
A partir de la dècada de 1960 s'inicià el gran moment de l'empresa fins a final de segle amb l'expansió immobiliària del país, quan va arribar a tenir fins a 200 treballadors, la qual cosa la convertí en la principal empresa del nord de la comarca. L'any 1971 l'empresa canvià el seu nom a Sugrañes Gres Catalan. Una de les instal·lacions que li donà més publicitat va ser l'enrajolat de la zona de banquetes del Camp Nou l'any 1974, que incloïen un anunci de la companyia. El 2011 es premià Gres Catalan amb motiu del seu centenari.
La crisi en el sector de la construcció de principis del segle XXI va provocar que l'empresa posés en marxa un concurs voluntari de creditors a principis del 2011 que es va poder aixecar el juliol de 2012. Malgrat tot, l'empresa va acabar tancant el gener de 2013, acomiadant els 48 treballadors que quedaven. L'any 2014 l'empresa Escofet adquirí part de les instal·lacions de Calaf per a la producció de Stonita, amb l'objectiu inicial de fabricar el Panot Gaudi.

## Productes
Gres Catalan s'especialitzà en paviments i revestiments de qualitat, amb tres grans productes principals
- Gres porcel·lànic esmaltat
- Gres natural klinker
- Stonita, formigó d'alta qualitat